# Pandanus decipiens
Pandanus decipiens är en enhjärtbladig växtart som beskrevs av Ugolino Martelli. Pandanus decipiens ingår i släktet Pandanus och familjen Pandanaceae. IUCN kategoriserar arten globalt som sårbar. Inga underarter finns listade.